# Абрамов, Николай Кузьмич
Никола́й Кузьми́ч Абра́мов (10 декабря 1933, Городищенский район, Средневолжский край — 2003) — советский легкоатлет, специалист по бегу на длинные дистанции и марафону. Выступал на всесоюзном уровне в 1960-х годах, серебряный призёр чемпионата СССР в марафоне, участник летних Олимпийских игр в Токио. Представлял Пензу и спортивное общество «Труд». Мастер спорта СССР (1963). Тренер по лёгкой атлетике.

## Биография
Николай Абрамов родился 10 декабря 1933 года в посёлке Красный Городищенского района Пензенской области, куда его родители переехали в начале 1920-х годов из Канаевки.
Учился в местной начальной школе, затем посещал школу в селе Новые Забалки, после чего поступил в Школу фабрично-заводского обучения в Пензе. С 1952 года работал каменщиком на бумажной фабрике «Маяк революции», в 1954 году был призван в Советскую Армию, служил на флоте в санчасти на Дальнем Востоке. В 1957—1990 годах работал на заводе «Пензхиммаш» и одновременно активно занимался цикличными видами спорта в заводской спортивной секции: практиковал велоспорт, лыжные гонки, лёгкую атлетику. Состоял в добровольном спортивном обществе «Труд».
Живя в Пензе, часто посещал своих родственников в посёлке Красный, причём добирался туда и обратно не на электричке, а бегом летом и на лыжах зимой, преодолевая каждый раз расстояние более 40 км.
Впервые заявил о себе как спортсмен в сезоне 1959 года, став чемпионом Пензенской области в беге на 5000 и 10 000 метров. Впоследствии в течение многих лет удерживал это чемпионское звание, а в 1963 году выполнил норматив мастера спорта СССР.
Наивысшего успеха в своей спортивной карьере добился в сезоне 1964 года, когда с результатом 2:32:00 выиграл серебряную медаль в марафоне на чемпионате СССР в Киеве — почти три секунды уступил здесь Виктору Байкову из Рязани. Благодаря этому выступлению вошёл в состав советской сборной и удостоился права защищать честь страны на летних Олимпийских играх в Токио — в программе марафона показал результат 2:27:09, расположившись в итоговом протоколе соревнований на 26-й строке. Считается первым в истории представителем пензенского спорта, выступившим на Олимпийских играх.
После токийской Олимпиады Абрамов оставался действующим спортсменом ещё в течение одного олимпийского цикла и продолжал принимать участие в различных легкоатлетических стартах. Так, в 1965—1966 годах он побеждал на зональных соревнованиях «Центр России» в дисциплине 10 000 метров. Отошёл от активной соревновательной практики по окончании сезона 1968 года.
Был женат на легкоатлетке Валентине Ивановне Костычевой, выступавшей в пятиборье. Сын Андрей (род. 1964) и дочь Наталья (род. 1971).
В 1974 году окончил факультет физического воспитания Пензенского государственного педагогического института и затем в течение многих лет осуществлял тренерскую деятельность, подготовил множество титулованных спортсменов, в том числе его учениками были бронзовый призёр Олимпийских игр Николай Смага, одна из сильнейших лыжниц Пензы Руза Тощева и др.
Умер летом 2003 года.
С 2006 года в Пензе проводится традиционный Пробег памяти МС СССР Николая Абрамова.